# Ana Lily Amirpour
Ana Lily Amirpour, née le 26 novembre 1980 à Margate en Angleterre, est une réalisatrice, scénariste, productrice et actrice américaine d'origine iranienne.

## Biographie
Née en Angleterre, elle est la fille de parents ayant fui l'Iran lors de la Révolution iranienne en 1979. C'est là qu'elle réalise son premier film à l'âge de 12 ans, un court-métrage d'horreur.
Spécialiste du court-métrage, elle réalise son premier long-métrage en 2014 avec A Girl Walks Home Alone at Night, un film de vampire et d'amour en Iran. Il est présenté cette année-là au Festival du film de Sundance ainsi qu'au Festival du cinéma américain de Deauville où il remporte le Prix de la Révélation. Le film traite, de façon détournée, de la condition féminine en Iran. Elle s'inspire de la Californie pour créer les décors de son film.
Son second film, The Bad Batch, se déroule dans un futur proche où les redneck et autres freaks sont enfermés dans un immense camp à la frontière du Mexique. Il est présenté à la Mostra de Venise 2016, elle avoue dans une interview s'être inspirée de À la poursuite du diamant vert avec Michael Douglas.
En janvier 2018, elle réalise une publicité intitulée « YO! MY SAINT » pour la marque Kenzo sur la musique composée par la chanteuse des Yeah Yeah Yeahs, Karen O. Elle dirige également un épisode de la saison 2 de la série Legion sur la chaîne FX.
Cette année-là, elle annonce que son prochain film s'intitulera Blood Moon, avec un casting incluant Zac Efron, Kate Hudson ou encore Craig Robinson.

## Filmographie partielle

### Comme réalisatrice
- 2009 : You (court-métrage)
- 2009 : Six and a Half (court-métrage)
- 2010 : True Love (court-métrage)
- 2010 : Ketab (court-métrage)
- 2010 : Ana Lily Amirpour Likes This (court-métrage)
- 2011 : A Girl Walks Home Alone at Night (court-métrage)
- 2011 : Pashmaloo (court-métrage)
- 2012 : A Little Suicide (court-métrage)
- 2014 : A Girl Walks Home Alone at Night
- 2016 : The Bad Batch
- 2019-2020 : The Twilight Zone : La Quatrième Dimension (série TV) - 2 épisodes, Un voyageur et Ovation
- 2021 : Mona Lisa and the Blood Moon
- 2022 : Le Cabinet de curiosités de Guillermo del Toro (Guillermo del Toro's Cabinet of Curiosities) (série TV) - 1 épisode

### Comme actrice
- 2012 : A Little Suicide : The Butterfly (voix)
- 2012 : The Garlock Incident : Lily
- 2014 : A Girl Walks Home Alone at Night : Skeleton Partygirl

## Récompenses et distinctions
- 2014 : Prix de la Révélation au Festival du cinéma américain de Deauville pour A Girl Walks Home Alone at Night[2]
- 2016 : Prix spécial du jury de la Mostra de Venise pour The Bad Batch[6]